# 쿤산 스포츠 센터
쿤산 스포츠 센터 스타디움(중국어: 昆山体育场)은 중화인민공화국 쿤산에 위치한 다목적 경기장이다. 주로 축구경기가 열린다. 수용 인원은 30,000명이다.